# Tadeusz Kusy
Tadeusz Zbigniew Kusy (Cieszyn, 2 dicembre 1951 – Kaga-Bandoro, 31 marzo 2024) è stato un vescovo cattolico polacco.

## Biografia
Nacque il 2 dicembre 1951 a Cieszyn.
Membro dell'Ordine dei frati minori, emise la prima professione religiosa il 30 agosto 1970.
Compiuti gli studi filosofici e teologici nel seminario dei frati minori di Katowice, fu ordinato sacerdote il 15 aprile 1975 dal vescovo Herbert Bednorz. Nel 1979 fu inviato come missionario in Zaire. Negli anni 1986-1989 studiò presso l'Istituto delle religioni e teologia a Parigi. Nel 1989 tornò in Africa, nella Repubblica Centrafricana. Oltre al lavoro pastorale, fu anche formatore dei giovani frati a Bimbo nell'arcidiocesi di Bangui.
Il 31 maggio 2014 fu nominato vescovo coadiutore di Kaga-Bandoro da papa Francesco, ricevendo l'ordinazione episcopale il 15 agosto successivo per imposizione delle mani dell'arcivescovo e futuro cardinale Dieudonné Nzapalainga, arcivescovo metropolita di Bangui, coconsacranti Albert Vanbuel, vescovo di Kaga-Bandoro, e Stanislas Lukumwena Lumbala, vescovo emerito di Kole.
Il 27 settembre 2015, a seguito dell'accettazione della rinuncia del vescovo Albert Vanbuel, succedette alla medesima sede.
Morì il 31 marzo 2024 a Kaga-Bandoro all'età di 72 anni.

## Genealogia episcopale
La genealogia episcopale è:
- Cardinale Scipione Rebiba
- Cardinale Giulio Antonio Santori
- Cardinale Girolamo Bernerio, O.P.
- Arcivescovo Galeazzo Sanvitale
- Cardinale Ludovico Ludovisi
- Cardinale Luigi Caetani
- Cardinale Ulderico Carpegna
- Cardinale Paluzzo Paluzzi Altieri degli Albertoni
- Papa Benedetto XIII
- Papa Benedetto XIV
- Papa Clemente XIII
- Cardinale Enrico Benedetto Stuart
- Papa Leone XII
- Cardinale Chiarissimo Falconieri Mellini
- Cardinale Camillo Di Pietro
- Cardinale Mieczysław Halka Ledóchowski
- Cardinale Jan Maurycy Paweł Puzyna de Kosielsko
- Arcivescovo Józef Bilczewski
- Arcivescovo Bolesław Twardowski
- Arcivescovo Eugeniusz Baziak
- Papa Giovanni Paolo II
- Cardinale Fernando Filoni
- Cardinale Dieudonné Nzapalainga, C.S.Sp.
- Vescovo Tadeusz Zbigniew Kusy, O.F.M.